# Фіно-угорські мови
Фі́но-уго́рські мо́ви (або у́гро-фі́нські мо́ви) — група мов, яка входить до уральської мовної сім'ї і поширена частково на своїй прабатьківщині — на Уралі та Поволжі, а частково — у Балтії, та Подунав'ї.

## Поширення
У всіх північних областях Європи ці мови є доіндоєвропейськими. Угорську мову принесли з собою до центральної Європи давні угри 1000 років тому з приуральських степів; найближчі мовні родичі їх — ханти й мансі — живуть тепер понад річкою Об на схід від Уралу. Три найбільші мови — угорська (15 млн), фінська (5 млн) і естонська (1 млн) мають статус державних відповідно в Угорщині, Фінляндії та Естонії. Чимало інших — статус парціальних мов у суб'єктах Російської Федерації.

## Особливості
Ступінь близькості між мовами в межах кожної групи неоднаковий. Саамська з численними діалектами тяжіє до балтійсько-фінської групи, однак не включається до неї. Волзько-фінські досить відмінні одна від одної. Угорська (мадярська) дуже відрізняється від ханти й мансі. Взаємне розуміння при спілкуванні кожного своєю мовою неможливе між удмуртом і комі. Деякі хантийські діалекти являють собою швидше окремі хантийські мови (Б. Серебренников).
Чимало спільних рис угрофінських мов свідчать про їхнє походження з однієї прамови: спільна частка словникового запасу, матеріальний збіг словотвірних і словозмінних морфем, присвійні афікси тощо. Разом з тим очевидна і яскрава своєрідність груп і окремих мов. Географічно східні угрофінські мови — типово аглютинативні; західні — переважно флективні. Поширені різні типи фіксованого наголосу — на останньому, передостанньому або першому складі слова (такий, зокрема, у фінській мові); трапляються також мови з рухомим наголосом. У пермсько-фінських численні приголосні й мало дифтонгів, у балтійсько-фінських, навпаки, приголосних мало, а дифтонги численні. Кількість відмінків вагається від 3 у хантийській мові до 15 у фінській і 20 й більше в угорській. Особливістю угрофінських мов є відсутність дієслова «мати» (замість нього вживають добре відому слов'янам конструкцію типу «в мене є» або спеціальні суфікси, наприклад в угорській: pénzem van «гроші-мої є»), а також наявність спеціального заперечного дієслова. Проте в угорській та естонській мовах, очевидно, під сильнішим і тривалішим впливом сусідніх індоєвропейських мов, заперечення при дієслові виражається заперечною часткою. Система вказівних займенників тричленна: tä mä, tuo, se.
Чималі розбіжності в синтаксисі: географічно східні угрофінські мови тяжіють до давнього синтаксису тюркського типу, в західних — сильний вплив індоєвропейських мов (шведської, німецької, російської). До інновацій (нових структурних рис), вироблених упродовж власного історичного розвитку мови, відносять розгалуженість відмінкової системи в угорській та скорочення числа приголосних у фінській (суомі): за даними історії мови видно, що в угрофінській прамові було мало відмінків, а система приголосних була багатшою.
Під порівняно пізніми шарами запозичених слів з тюркських і слов'янських мов виявлені давні індоєвропейські запозичення з балтійських, германських, іранських і навіть тохарських мов. Угорська, фінська й естонська мови мають багатовікову писемну традицію і високорозвинені літературні мови.
Словникова система, зокрема, фінської мови, побудована на власному запасі коренів, є самодостатньою і справляє на носіїв індоєвропейських мов враження «герметичної» системи (справді, лише в 5 % словника можна без спеціальної підготовки впізнати європейські запозичення або загальнохристиянські особові імена). Порівняно невелика частка словника досі впізнавана як спільна між фінською та угорською мовами. Помічено субстратний вплив фінських мов на синтаксис пізніших індоєвропейських мов (французької, слов'янських); можливим протофінським субстратом можна пояснити й спрощення у вимові початкових груп приголосних в англійській, шведській та норвезькій мовах: англ. (k)now, (k)nee, (k)nife, ()luck, швед. Lycka (пор. нім. Glück).

## Класифікація
Генеалогічно сучасні угрофінські мови поділяються на 5 груп:
- Балтійсько-фінські:
  - Фінська
  - Іжорська
  - Карельська
  - Вепська
  - Водська
  - Естонська
  - Лівська
- Волзько-фінські:
  - Мордовські: ерзянська і мокшанська
  - Марійська (з двома варіантами — луговим та гірським)
- Пермські:
  - Комі-зирянська
  - Комі-перм'яцька
  - Удмуртська
- Саамські:
  - Західна підгрупа: південносаамська, уме-саамська, піте-саамська, луле-саамська, північносаамська
  - Східна підгрупа: кемі-саамська, інарі-саамська, скольтська, кільдинська, аккала, терська
- Угорські:
  - Хантийська
  - Мансійська
  - Угорська

## Запозичення до української мови
Фінські запозичення в українській: сауна, лайба, миза, мойва, камбала, корюшка, нарти, ряпушка, тундра; пельмені (з комі).
З угорської походять такі українські слова як: гайдук, ґазда, гусар, гуляш, чота, шабля; назви річок: Вись, Лозоватка, Сироватка і численні інші з коренем -ват- «берег».
З іншого боку, угорська також засвоїла з української чимало слів, найдавніші з яких: barazda (перша згадка 1086 рік), szer(е)da і cseret («очерет») — 1231 рік, moh («мох») — 1270, csin («чин») — 1273, ritka («редька») — 1338, burjan — 1343, szoknya, abrosz і szamsztril (XIV ст.), eszterha («стріха») і haluska (XV ст), а також dosztig («досить»), kiszil, patics, kocserha та багато інших (Істван Кнєжа).

## Вплив на російську мову
Запозичення з фіно-угорських мов присутні й у російській мові, здебільшого це запозичення з балтійсько-фінських, саамських і пермських мов: пурга, пельмени, тундра, морж, салака, сани, пахтать, акула, нарты, сауна, корюшка. Лексичний вплив фіно-угорських мов на сучасну російську літературну мову незначний, але слова балтійсько-фінського і волзько-фінського походження частіші в російських діалектах, а також у численних топонімах Центральної і Північної Росії (див. докладніше «Топонімія»). У той же час число росіянізмів у фінських мовах незрівняно більше.
Часто ставилося питання щодо ролі фінського субстрату у формуванні російської мови. Тему досліджували М. Фасмер, В. Фенкер, О. О. Шахматов та ін. Можливі сліди фінського субстрату в російській мові розглядали як в області лексики, так і в областях фонології, морфології і синтаксису. Найчастіше з фінським впливом пов'язують такі риси, як акання, цокання у (північних говірках), звороти типу «у меня есть» (замість «я имею»), «жили-были» тощо. У мовознавців нема одностайної думки з цього приводу. Не слід забувати також про те, що на території Центральної Росії у І тис. н. е. проживали й балтомовні племена (голядь), отже, треба розглядати наявність і балтійського субстрату, який проявився зокрема, у топонімії.
- Змішання звуків [ц] і [ч] («цокання») у низці північно-російських говірок багато дослідників пояснюють результатом фіно-угорського субстрату[5][2]. Але інші дослідники проводили паралель з південно-польським «мазуренням», доводячи спорідненість давньоновгородського діалекту з лехітськими мовами[6]
- Російське акання, що виникло на південному сході, можливо має волзько-фінське (мокшанське) походження. Втім, існують й інші теорії походження акання: балтійський субстрат, питомий характер акання, причини якого лежать ще в праслов'янській фонетиці[2].
- Мовний зворот «у меня есть» часто розглядають як приклад впливу синтаксису фіно-угорських мов, оскільки вживання дієслова зі значенням «мати» для них є нехарактерним. Слід, проте, мати на увазі, що зворот «у мене є» засвідчений у всіх давніх слов'янських мовах, зокрема, старослов'янській (милость бо и гнѣвъ оу него (Бога) єсть (Ізборник Святослава, 1076 р.)[7], будут-ли оу них дѣтки (1489 p.), у Єго Милости мѣсца мало было (1513 р.)[8]), він має, очевидно, ще праслов'янське походження[2]. Трапляються, хоча нечасто, подібні звороти і в інших індоєвропейських мовах: наприклад, паралельні форми в класичній латині habeo domum («маю дім») і domus mihi est («дім мені є»)[9].
- Казковий зачин «жили-были» також можливо, є результатом конвергенції форми слов'янського плюсквамперфекта і характерного фінського подвійного дієслова[10].
- Частка «-ка» у «пом'якшеній» формі наказового способу може мати фінське походження (у комі-перм'яцькій мові «-ко» означає пом'якшену просьбу)[11], але вона може мати й питоме слов'янське походження[2].
- Іменникові односкладові речення (наприклад «Отвертку!» замість «Дай отвертку!») теж, скоріше за все, мають фіно-угорське походження, хоча ця гіпотеза не є остаточно доведеною[2].

### Російська лексика фіно-угорського походження

#### Слова балтійсько-фінського, волзько-фінського, пермсько-фінського і саамського походження
- акула < саамськ. akkli[12] (на думку Фасмера, ймовірніше походження безпосередньо з дав.-ісл. hákall)[12]
- баска («кістяна іграшка»)[13] < фін. paasko
- вахта («бобівник»)[14] < фін. vehka
- вёкса («потік», часто вживається як гідронім) < vuoksi
- камбала < фін. kampala, kampela, kampelo
- карбас[15] < вепс. karbaz, фін. karvas
- кивер (пор. ест. küvar — «капелюх, шапка», фін. kypäri)
- килька < ест. kilu, фін. kilo
- ковылять («шкандибати», «шкутильгати») < фін. kävellä[16]. Втім, ймовірніша версія, що пов'язує це слово з укр. «ковінька»[16].
- кока («дзьоб», «видатна частина кіля біля корми») < фін. kokka («вістря»)
- корюшка («корюшка») < вепс. koreh
- коты («коти», «вид повстяного взуття») < комі кот (пор. удм. кут («личак»), фін. ketto)[17]
- кумжа («пструг струмковий») < саам. kuūdža, kuūdtša (можливо, за посередництвом фін. kumsi, карел. *kumži)
- лабаз (пор. комі лобос, можливе спор. з угор. lomb, lombos). На думку Фасмера, від рос. лабази́на («хмизина, палиця», пор. укр. лабу́з — «стебла бур'яну»)[18]
- лайба («великий човен») < фін. laiva
- лох[15] («охлялий після нересту лосось») < карел. і фін. lohi, ест. lõhi («лосось»)
- майна («ополонка») < фін. mainas, род. відм. mainaan, водськ. maina
- мойва < фін. maiva
- морж < саам. morš(š)a
- мыза[15] < ест. mõis, фін. moisio
- мымра («неприваблива, незугарна жінка») < комі-перм. мыныра («похмура людина»)[19]
- навага[15] < саам. nāvag
- нарты < саам. і комі nart («сани»), не виключене й питомо слов'янське походження (прасл. *rъtъ у значенні «носок взуття»; пор. укр. заст. нарти — «кістяні ковзани», пол. narty — «лижі»)
- нельма[20] — гіпотетично
- нерпа[15] — пор. фін. norppa, карел. n'orppa, саам. noarvve
- норка — гіпотетично (пор. фін. nirkka — «ласиця», ест. nirk — «горностай», «ласиця»), ймовірніше питомо слов'янське походження[21]
- пай, паинька («слухняна дитина, цяця») < фін. і ест. раі («добрий», «милий»)[22]
- палтус[15] < фін. pallas, род. відм. paltaan («камбала») чи саам. pāldes («вид камбали»); менш ймовірно виведення з германських мов (нім. Platteise, нід. pladijs)
- пахтать («збивати масло»), пахтанье («сколотини», «маслянка») < фін. руöhtää[23]
- пельмени < комі пель-нянь («вушка з хліба»)
- пимы < комі pim, pimi̮ < ненецьк. рīwa («чобіт»), pimie, pime («штани»), нганасан. faému («зимовий чобіт»)
- пинагор < саам. pinna-garra
- пуночка < карел. рunаńе
- пурга < карел. purgu, фін. purku
- рига («стодола», «клуня») < карел. і фін. riihi
- ряпушка[15] (пор. вепс. räpus, ест. rääbis, rääbus, фін. rääpus)[24]
- сайда < саам. saide
- сайка < ест. sai, фін. saija
- салака < фін. silakka, salakka
- сауна < фін. sauna
- сёмга < фін. tonka. Інші версії пов'язують це слово з лат. salmo чи з тур. semek («риба»)
- сиг < вепс. sīg, фін. siika, ест. siig, що вважаються запозиченнями зі скандинавських мов.
- снеток[15] < фін. sintti. Інша версія виводить з швед. stint («дрібна марена»), дан. stint («риба на зразок вугра»), норв. stinta, нім. Stint («корюшка»)[25]
- сорога[15] («плітка») — пор. фін. särki, саам. særgge, мокш. säŕgä, ерз. särǵе
- тундра
- урка («злодій», «професійний злочинець») < фін. varkaan — форми родового відмінка слова varas («злодій»)[26]
- хариус[15] < карел. harjus
- чум < комі чом
- чуни (вид саней) < кільд.-саам. tšuǝnne
- шуга < фін. sohja, sohjo
- шушун < празахіднофінського *šiša («жіночий одяг з довгими рукавами», пор. фін. hiha, водськ. iha — «рукав»)
- щука — за гіпотезою В. Топорова та О. Трубачова[27]. Оскільки співзвучні слова існують у всіх слов'янських мовах (серб. штука/štuka, словен. ščúka, чеськ. štika, словац. št᾽uka, пол. szczuka), очевидно, слід визнати за кращу праслов'янську етимологію[28]

#### Слова угорського походження (мадяризми)
- гайдук
- гусар
- гуляш
- кулеш
- мадьяр
- ментик
- палаш
- сабля
- чардаш

Мадяризмів у російській мові порівняно мало: угорські слова потрапляли до неї переважно через польське посередництво

## Топонімія

### В Україні
Угрофінське походження мають, очевидно, назви річки Сейм, а також міста Белз.

### У Росії
Фіно-угорські топоніми (частіше гідроніми) поширені у багатьох центральних областях Росії — Рязанській, Владимирській, Московській, Ярославській, Костромській, Нижегородській областях — далеко за межами національно-територіальних утворень фіно-угрів Росії (Мордовія, Марій Ел, Удмуртія, Ханти-Мансійський автономний округ — Югра, Республіка Комі, Республіка Карелія, Комі-Перм'яцький округ, Ненецький автономний округ, Ямало-Ненецький автономний округ). Так, фінську та угорську (хантийську і мансійську) етимологію мають такі географічні назви: Ільмень, Кама, Карелія, Коломна (за однією з версій), Холмогори, Куршська коса, Ладога, Онега, Мурманськ, Хібіни, Кейви, Кийські острови в Білому морі, Нева, Перм, Арзамас, Селігер, Тамбов, Вологда, Урал, річка Київський Юган (Західний Сибір), історична назва «Кийські гори» (тепер — Кузнецький Алатау). Гідронім «Москва» теж має, згідно з одною з версій, фінське походження.